# Liste der Landschaftsschutzgebiete in der Stadt Flensburg
Die Liste der Landschaftsschutzgebiete in der Stadt Flensburg enthält die Landschaftsschutzgebiete der kreisfreien Stadt Flensburg in Schleswig-Holstein.
| Bild           | Nummer  | Bezeichnung des Gebietes                                                | Erläuterung | Fläche in Hektar | WDPA-ID | Koordinaten                 | Gemeinde(n) | Datum der Verordnung | Fundstelle                                                 |
| -------------- | ------- | ----------------------------------------------------------------------- | --- | ---------------- | ------- | --------------------------- | ----------- | -------------------- | ---------------------------------------------------------- |
|                | 1-FL-01 | Landschaftsteil Kluesrieser Gehölz mit Fördeufer Wassersleben-Ostseebad | Klueser Wald und Ostseebad (Flensburg). Trotz der Benennung gehört Wassersleben zum benachbarten Landschaftsgebiet Kupfermühle-Niehuus, besser bekannt als Niehuuser Tunneltal. | 102,64           | 322473  | 54° 49′ 0″ N, 9° 25′ 9″ O   | Flensburg   | 1. Januar 1976       | Amtsbl. Schl.-H./Aaz S. 322                                |
|                | 1-FL-02 | Landschaftsteil Lachsbachtal                                            | Tal des Lachsbachs | 27,24            | 322437  | 54° 48′ 39″ N, 9° 24′ 37″ O | Flensburg   | 1. Januar 1976       | Amtsbl. Schl.-H./Aaz S. 322, Änderung: 28. August 1981     |
|                | 1-FL-03 | Landschaftsteil Schwarzenbachtal                                        | Schwarzenbachtal (Flensburg) | 24,18            | 322444  | 54° 47′ 52″ N, 9° 24′ 59″ O | Flensburg   | 1. Januar 1976       | Amtsbl. Schl.-H./Aaz S. 322                                |
| weitere Bilder | 1-FL-04 | Landschaftsteil Marienhölzung                                           | Besteht aus der Marienhölzung sowie dem südlich angrenzenden Gebiet Magdalenenhof.                                                                                              | 258,64           | 322439  | 54° 47′ 17″ N, 9° 23′ 30″ O | Flensburg   | 1. Januar 1976       | Amtbl. Schl.-H./Aaz S. 322                                 |
|                | 1-FL-05 | Landschaftsteil Marienautal                                             | Tal der Marienau | 100,56           | 322440  | 54° 46′ 33″ N, 9° 24′ 28″ O | Flensburg   | 25. Januar 1988      | Fl. Tagebl. u. Flensburg Avis vom 10. Februar 1988         |
|                | 1-FL-06 | Landschaftsteil Mühlenstromtal                                          | Tal des Mühlenstroms | 23,08            | 322433  | 54° 46′ 22″ N, 9° 25′ 10″ O | Flensburg   | 1. Januar 1976       | Amtsbl. Schl.-H. S/Aaz S. 322 letzte Änderung 29. Mai 1990 |
|                | 1-FL-07 | Landschaftsteil Am Mückenteich                                          | Entspricht dem Mückenwald. | 24,01            | 322442  | 54° 45′ 46″ N, 9° 23′ 27″ O | Flensburg   | 1. Januar 1976       | Amtbl. Schl.-H./Aaz S. 322                                 |
|                | 1-FL-08 | Landschaftsteil Scherrebektal                                           | Tal der Scherrebek | 91,49            | 322438  | 54° 45′ 39″ N, 9° 25′ 36″ O | Flensburg   | 1. Januar 1976       | Amtbl. Schl.-H./Aaz S. 322                                 |
|                | 1-FL-09 | Landschaftsteil Lautrupsbachtal                                         | Tal des Lautrupsbachs | 21,41            | 322446  | 54° 47′ 31″ N, 9° 27′ 4″ O  | Flensburg   | 1. Januar 1976       | Amtbl. Schl.-H./Aaz S. 322                                 |
|                | 1-FL-10 | Landschaftsteil Volksparkgelände                                        | Volkspark (Flensburg) | 74,84            | 322441  | 54° 47′ 59″ N, 9° 26′ 52″ O | Flensburg   | 1. Januar 1976       | Amtbl. Schl.-H./Aaz S. 322, Änderung 22. November 1977     |
|                | 1-FL-11 | Landschaftsteil Osbektal                                                | Tal der Osbek | 69,34            | 322436  | 54° 48′ 10″ N, 9° 28′ 5″ O  | Flensburg   | 1. Januar 1976       | Amtbl. Schl.-H./Aaz S. 322                                 |
| weitere Bilder | 1-FL-12 | Landschaftsteil Fördeufer Mürwik-Solitüde                               | Entspricht Solitüde mit Twedter Mark und der Cäcilienschlucht. | 52,83            | 322434  | 54° 49′ 2″ N, 9° 28′ 30″ O  | Flensburg   | 1. Januar 1976       | Amtbl. Schl.-H./Aaz S. 322, letzte Änderung 24. April 1997 |
|                | 1-FL-13 | Landschaftsteil Bauernwald                                              | Entspricht Blocksberg und Waldsiedlung Tremmerup. | 35,96            | 322445  | 54° 48′ 33″ N, 9° 29′ 59″ O | Flensburg   | 1. Januar 1976       | Amtbl. Schl.-H./Aaz S. 322                                 |
|                | 1-FL-14 | Landschaftsteil Vogelsang-Trögelsby                                     | Besteht aus dem unbebauten Gebiet Vogelsang und der Siedlung Trögelsby. | 265,78           | 329122  | 54° 47′ 26″ N, 9° 29′ 37″ O | Flensburg   | 1. Januar 1976       | Amtbl. Schl.-H./Aaz S. 322                                 |